# Simulium rheophilum
Simulium rheophilum är en tvåvingeart som beskrevs av Tan och Chow 1976. Simulium rheophilum ingår i släktet Simulium och familjen knott. Inga underarter finns listade i Catalogue of Life.